# Puchar Ameryki Północnej w narciarstwie alpejskim kobiet 2022/2023
Puchar Ameryki Północnej w narciarstwie alpejskim kobiet w sezonie 2022/2023 to kolejna edycja tego cyklu. Pierwsze zawody odbyły się 30 listopada 2022 r. w amerykańskim Copper Mountain Resort. Ostatnie zawody zostały rozegrane 28 marca 2023 r. na stokach Whistler Mountain w Kanadzie.
Wśród kobiet Pucharu Ameryki Północnej z sezonu 2021/2022 broniła Amerykanka Ava Sunshine. Tym razem najlepsza okazała się jej rodaczka Mary Bocock.

## Podium zawodów
| Lp. | Data              | Miejscowość            | Konkurencja | 1. miejsce                   | 2. miejsce        | 3. miejsce       |
| --- | ----------------- | ---------------------- | ----------- | ---------------------------- | ----------------- | ---------------- |
| 1.  | 30 listopada 2022 | Copper Mountain Resort | Gigant      | Britt Richardson             | Cassidy Gray      | AJ Hurt          |
| 2.  | 1 grudnia 2022    | Copper Mountain Resort | Gigant      | Britt Richardson             | Sara Rask         | Kjersti Moritz   |
| 3.  | 2 grudnia 2022    | Copper Mountain Resort | Slalom      | Allie Resnick                | Zoe Zimmermann    | Kiki Alexander   |
| 4.  | 3 grudnia 2022    | Copper Mountain Resort | Slalom      | Kiki Alexander               | Sara Rask         | Zoe Zimmermann   |
| 5.  | 7 grudnia 2022    | Copper Mountain Resort | Zjazd       | Tricia Mangan                | Allison Mollin    | Cheyenne Brown   |
| 6.  | 8 grudnia 2022    | Copper Mountain Resort | Zjazd       | Tricia Mangan                | Lauren Macuga     | Haley Cutler     |
| 7.  | 9 grudnia 2022    | Copper Mountain Resort | Supergigant | Kiki Alexander Sarah Bennett | –                 | Mary Bocock      |
| 8.  | 9 grudnia 2022    | Copper Mountain Resort | Supergigant | Kiki Alexander               | Sarah Bennett     | Haley Cutler     |
| 9.  | 3 stycznia 2023   | Stratton               | Slalom      | Sara Rask                    | Nora Brand        | Allie Resnick    |
| 10. | 4 stycznia 2023   | Stratton               | Slalom      | Nora Brand                   | Sara Rask         | Reece Bell       |
|     | 5 stycznia 2023   | Stratton               | Gigant      | Odwołano                     | Odwołano          | Odwołano         |
|     | 6 stycznia 2023   | Stratton               | Gigant      | Odwołano                     | Odwołano          | Odwołano         |
| 11. | 8 stycznia 2023   | Burke Mountain         | Supergigant | Tricia Mangan                | Tatum Grosdidier  | Mary Bocock      |
| 12. | 8 stycznia 2023   | Burke Mountain         | Supergigant | Mary Bocock                  | Tatum Grosdidier  | Haley Cutler     |
| 13. | 23 lutego 2023    | Camp Fortune           | Slalom      | Nina O’Brien                 | Zoe Zimmermann    | Lila Lapanja     |
| 14. | 24 lutego 2023    | Mont Ste-Marie         | Gigant      | Nina O’Brien                 | Adriana Jelínková | Katie Hensien    |
| 15. | 27 lutego 2023    | Georgian Peaks         | Gigant      | Cassidy Gray                 | Katie Hensien     | Britt Richardson |
| 16. | 28 lutego 2023    | Georgian Peaks         | Gigant      | Cassidy Gray                 | Nina O’Brien      | Britt Richardson |
| 17. | 1 marca 2023      | Osler Bluff            | Slalom      | Ali Nullmeyer                | Madison Hoffman   | Katie Hensien    |
| 18. | 2 marca 2023      | Osler Bluff            | Slalom      | Katie Hensien                | Madison Hoffman   | Zoe Zimmermann   |
| 19. | 5 marca 2023      | Stratton               | Gigant      | Mary Bocock                  | Cassidy Gray      | Elisabeth Bocock |
| 20. | 6 marca 2023      | Stratton               | Gigant      | Madison Hoffman              | Mary Bocock       | Elisabeth Bocock |
| 21. | 22 marca 2023     | Whistler Mountain      | Zjazd       | Lauren Macuga                | Cassidy Gray      | Britt Richardson |
| 22. | 23 marca 2023     | Whistler Mountain      | Zjazd       | Lauren Macuga                | Tricia Mangan     | Mary Bocock      |
|     | 25 marca 2023     | Whistler Mountain      | Supergigant | Odwołano                     | Odwołano          | Odwołano         |
| 23. | 26 marca 2023     | Whistler Mountain      | Supergigant | Mary Bocock                  | Lauren Macuga     | Tricia Mangan    |
| 24. | 27 marca 2023     | Whistler Mountain      | Gigant      | Britt Richardson             | Madison Hoffman   | Allie Resnick    |
| 25. | 28 marca 2023     | Whistler Mountain      | Slalom      | Lila Lapanja                 | Liv Moritz        | Dasha Romanov    |

## Klasyfikacje
| Lp. | Zawodniczka      | Punkty |
| --- | ---------------- | ------ |
| 1.  | Mary Bocock      | 883    |
| 2.  | Cassidy Gray     | 876    |
| 3.  | Dasha Romanov    | 720    |
| 4.  | Britt Richardson | 715    |
| 5.  | Allie Resnick    | 631    |
| 6.  | Tricia Mangan    | 530    |
| 7.  | Madison Hoffman  | 523    |
| 8.  | Haley Cutler     | 477    |
| 9.  | Lauren Macuga    | 442    |
| 10. | Zoe Zimmermann   | 441    |

| Lp. | Zawodniczka     | Punkty |
| --- | --------------- | ------ |
| 1.  | Lauren Macuga   | 280    |
| 1.  | Tricia Mangan   | 280    |
| 3.  | Haley Cutler    | 196    |
| 4.  | Cheyenne Brown  | 172    |
| 5.  | Skylar Sheppard | 146    |
| 6.  | Allison Mollin  | 130    |
| 7.  | Cassidy Gray    | 125    |
| 8.  | Estelle Martin  | 116    |
| 9.  | Ashley Campbell | 111    |
| 10. | Mary Bocock     | 110    |

| Lp. | Zawodniczka      | Punkty |
| --- | ---------------- | ------ |
| 1.  | Mary Bocock      | 320    |
| 2.  | Tricia Mangan    | 250    |
| 3.  | Tatum Grosdidier | 213    |
| 4.  | Kiki Alexander   | 200    |
| 5.  | Haley Cutler     | 200    |
| 6.  | Dasha Romanov    | 200    |
| 7.  | Sarah Bennett    | 180    |
| 8.  | Lauren Macuga    | 138    |
| 9.  | Cassidy Gray     | 136    |
| 10. | Kaitlin Keane    | 135    |

| Lp. | Zawodniczka       | Punkty |
| --- | ----------------- | ------ |
| 1.  | Cassidy Gray      | 505    |
| 2.  | Britt Richardson  | 501    |
| 3.  | Mary Bocock       | 398    |
| 4.  | Madison Hoffman   | 327    |
| 5.  | Elisabeth Bocock  | 242    |
| 6.  | Dasha Romanov     | 234    |
| 7.  | Allie Resnick     | 230    |
| 8.  | Nina O’Brien      | 220    |
| 9.  | Adriana Jelínková | 198    |
| 10. | Katie Hensien     | 190    |

| Lp. | Zawodniczka        | Punkty |
| --- | ------------------ | ------ |
| 1.  | Allie Resnick      | 401    |
| 2.  | Zoe Zimmermann     | 375    |
| 3.  | Sara Rask          | 310    |
| 4.  | Nora Brand         | 281    |
| 5.  | Lila Lapanja       | 250    |
| 6.  | Dasha Romanov      | 218    |
| 7.  | Katie Hensien      | 205    |
| 8.  | Madison Hoffman    | 196    |
| 9.  | Justine Lamontagne | 188    |
| 10. | Liv Moritz         | 186    |